# نازک‌مرغ سرسیاه

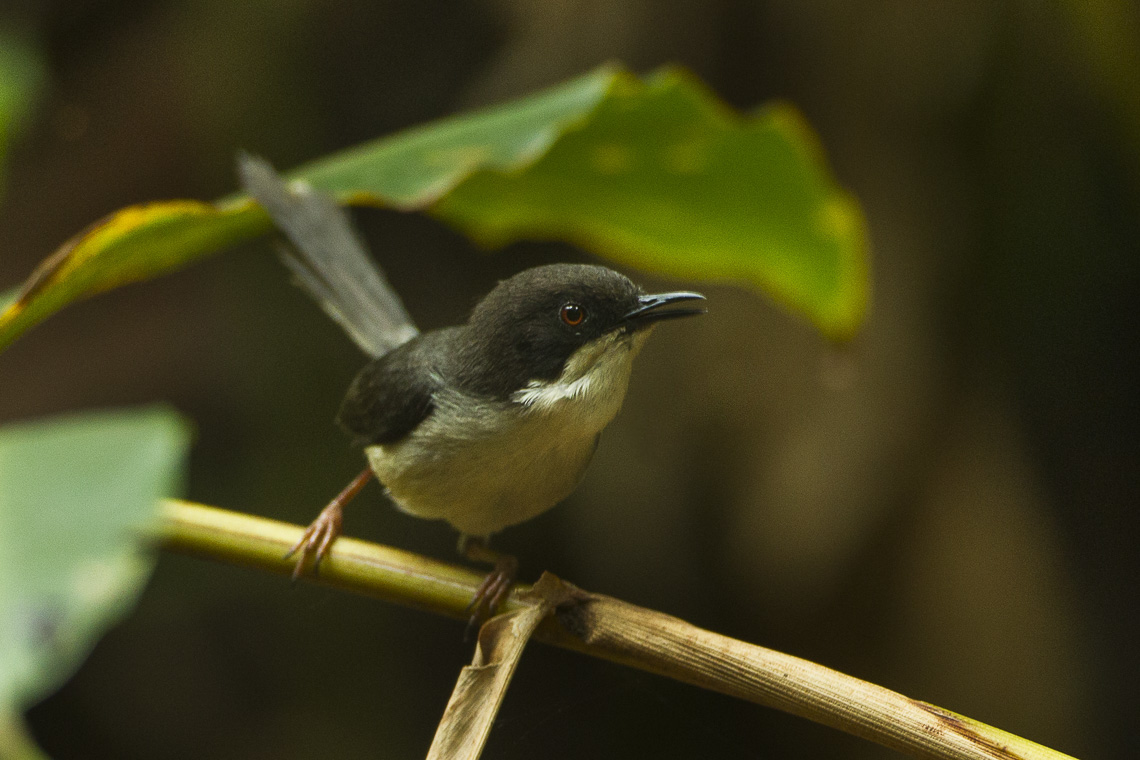
تصویر نازک مرغ سرسیاه

آپالیس سرسیاه (نام علمی: Apalis melanocephala) نام یک گونه از سرده آپالیس است.